# Ion Truică
Ion Gheorghe Truică (n. 16 noiembrie 1935, Caracal, județul Olt – d. 12 ianuarie 2017) a fost un regizor român de filme de animație, grafician și scenograf.
Absolvent al Institutului de Arte Plastice din București. A ecranizat, de-a lungul întregii cariere, opere literare dintre cele mai diverse: de la „Legenda Mănăstirii Argeșului” (în Marea zidire) la basmul lui Andersen „Fetița cu chibrituri” (în Carnavalul), de la „Don Quijote” (în Hidalgo) la poeme de Bacovia („Crepuscul”) și de Eugen Jebeleanu („Hiroshima”). Numeroase scurtmetraje ale sale au ca sursă episoade din istoria națională, precum Balada lui Tudor, Posada și Rovine. Teoretician al artei animației a. A fost teoretician al artei, a publicat numeroase volume de specialitate, cel mai cunoscut fiind „Poetica filmului de animație”.

## Filmografie (regizor)
- Cercul (1968)
- Dan Năzdrăvan (1968)
- Pe un perete (1970)
- Vânătoarea (1971)
- Carnavalul (1972)
- Cadoul (1973)
- Marea zidire (1974)
- Șoaptele iernii (1974)
- Hidalgo (1976)
- Văzduh (1976)
- Furtuna (1977)
- Remember (1978)
- Farul (1979)
- Măiastra (1980)
- Prințul fericit (1980)
- Cercul (1981)
- Crepuscul (1981)
- Pătrățel arhitect (1981)
- Rovine (1983)
- Posada (1983)
- Hiroșima (1983)
- Balada lui Tudor (1984)
- Pârjolul (1984)
- Flori din adâncuri (1985) - episod din serialul Vreau să știu
- Ziua însângerată (1985)
- Ursulețul pedepsit (1986)
- Omul sunător (1986)
- Doctorii ogrăzii (1987)
- Berbecii deștepți (1988)
- Motive populare (1988) - episodul 12 din serialul Tainele desenului
- Poarta (1989)
- Taraful (1989)
- Rătăcire (1990)
- Zvonița durerii (1991)
- Don Juan (1991)
- Floarea și colțul (1992)
- Nunta nunților (1993)
- Pătrățel arhitect (1993)
- Umbra (1999)
- Obeliscul (2014)